# 2012-es Barcelona Ladies Open
A 2012-es Barcelona Ladies Open női tenisztornát Barcelonában rendezték meg 2012. április 9. és április 15. között. A verseny International kategóriájú volt. A mérkőzéseket vörös salakos pályán játszották, 2012-ben hatodik alkalommal.

## Győztesek
Az egyéni győzelmet az olasz Sara Errani szerezte meg, miután a döntőben 6–2, 6–2-re legyőzte a szlovák Dominika Cibulkovát. Errani a második egyéni címét szerezte meg 2012-ben, összességében a negyediket. Győzelmével az egymást követő negyedik esztendőben nyerte meg a versenyt olasz játékos, mivel 2009-ben és 2011-ben Roberta Vinci, 2010-ben pedig Francesca Schiavone diadalmaskodott Barcelonában. Cibulková másodszor játszott WTA-döntőt salakos borításon, összességében pedig ötödik alkalommal, s ezek közül négyet elveszített.
A páros viadal egyik győztese szintén Sara Errani volt, aki Roberta Vincivel az oldalán két másik olasz játékost múlt felül a fináléban, Flavia Pennettát és Francesca Schiavonét 6–0, 6–2 arányban. Erraninak és Vincinek 2012-ben ez volt a harmadik közös győzelmük, összességében pedig a nyolcadik. Errani az aktuális szezonban már másodszor győzött mindkét számban egy versenyen. Legutóbb Serena Williams ért el hasonlót, amikor 2009-ben az Australian Openen és Wimbledonban is megnyerte az egyéni, valamint a páros viadalt.

## Döntők

### Egyéni
Sara Errani –  Dominika Cibulková 6–2, 6–2

### Páros
Sara Errani /  Roberta Vinci –  Flavia Pennetta /  Francesca Schiavone 6–0, 6–2

## Világranglistapontok és pénzdíjazás

### Pontok
| Eredmény           | Egyéni | Páros |
| ------------------ | ------ | ----- |
| Győzelem           | 280    | 280   |
| Döntő              | 200    | 200   |
| Elődöntő           | 130    | 130   |
| Negyeddöntő        | 70     | 70    |
| 16 között          | 30     | 1     |
| 32 között          | 1      | –     |
| Főtáblára jutás    | 16     | –     |
| Selejtező (döntő)  | 10     | –     |
| Selejtező (2. kör) | 6      | –     |
| Selejtező (1. kör) | 1      | –     |

### Pénzdíjazás
A torna összdíjazása a többi International versenyhez hasonlóan 220 000 amerikai dollár volt. Az egyéni bajnok 37 000 dollárt, a győztes páros együttesen 11 000 dollárt kapott.
| Eredmény           | Egyéni   | Páros    |
| ------------------ | -------- | -------- |
| Győzelem           | 37 000 $ | 11 000 $ |
| Döntő              | 19 000 $ | 5750 $   |
| Elődöntő           | 10 200 $ | 3100 $   |
| Negyeddöntő        | 5340 $   | 1650 $   |
| 16 között          | 2950 $   | 860 $    |
| 32 között          | 1725 $   | –        |
| Selejtező (döntő)  | 860 $    | –        |
| Selejtező (2. kör) | 460 $    | –        |
| Selejtező (1. kör) | 265 $    | –        |